# Edelsteinklinik Bruchweiler

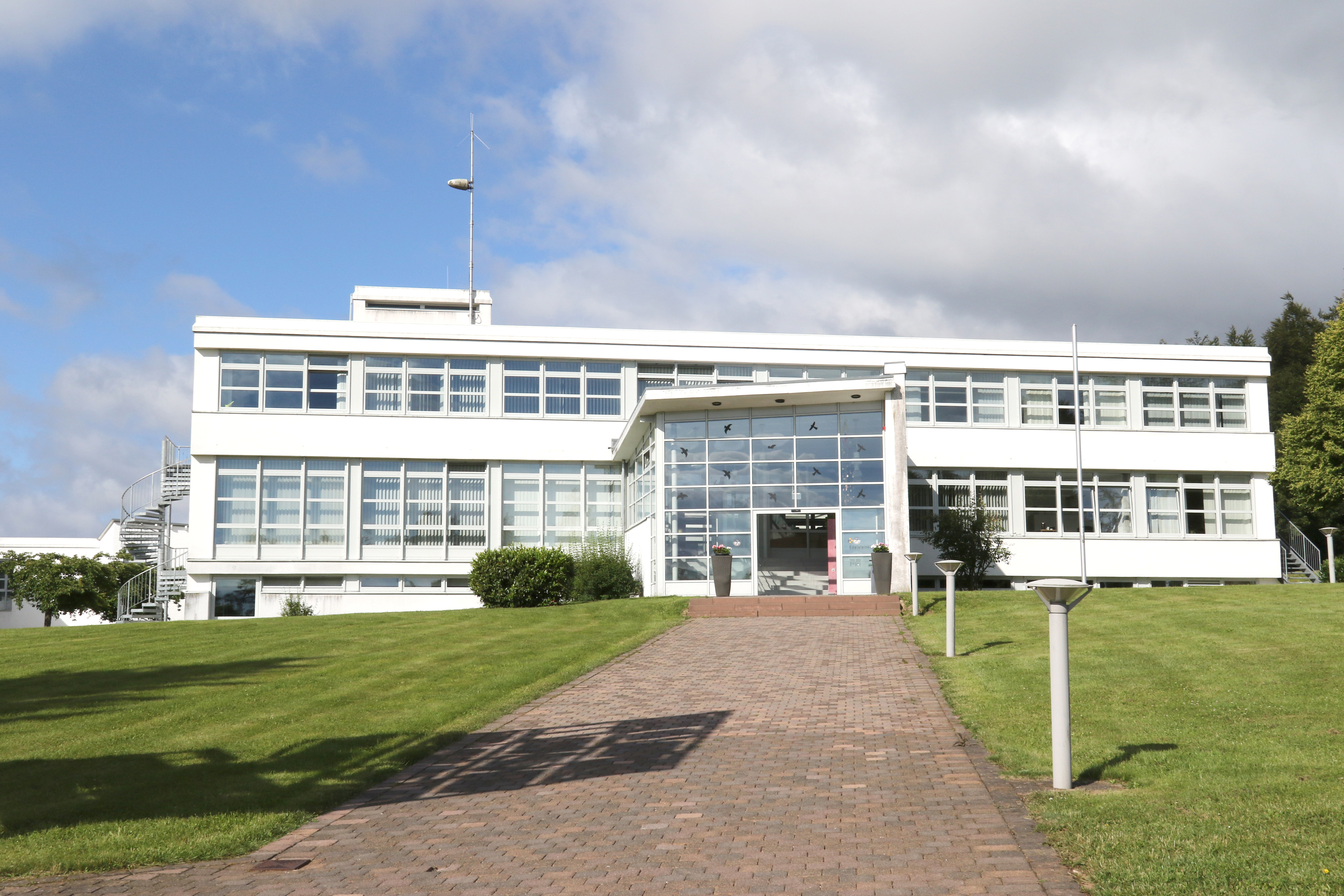
Außenansicht der Edelsteinklinik in Bruchweiler

Die Edelsteinklinik ist eine 1970 eröffnete Fachklinik für Kinder- und Jugendrehabilitation in Bruchweiler bei Idar-Oberstein. Gemeinsam mit der Drei-Burgen-Klinik, der Mittelrhein-Klinik und der Fachklinik Eußerthal bildet die Edelsteinklinik den Verbund an Rehabilitationskliniken der Deutschen Rentenversicherung Rheinland-Pfalz.

## Lage
Die Edelsteinklinik befindet sich in der Gemeinde Bruchweiler und liegt im Mittelgebirge Hunsrück. Bruchweiler ist ein staatlich anerkannter Erholungsort an der Deutschen Edelsteinstraße in der Nähe des Nationalparks Hunsrück-Hochwald.

## Geschichte
1894 errichtete der Verein „Pfälzische Kinderheilstätte“ ein Kindersanatorium in Bad Dürkheim. 1952 ging das Gebäude schenkungsweise an die damalige Landesversicherungsanstalt (LVA) Rheinland-Pfalz über und wurde am 20. Juli 1953 unter dem Namen „Pfälzische Kinderheilstätte Bad Dürkheim“ eröffnet. 1963 waren die Planungen für ein neues, modernes Gebäude auf dem Gelände der Kinderheilstätte fast abgeschlossen, als eine verkehrsreiche Umgehungsstraße in unmittelbarer Kliniknähe erbaut werden sollte. Daher sollte eine neue Kinderklinik an einem anderen Ort errichtet werden. Die Gemeinde Bruchweiler im Hunsrück bot der Landesversicherungsanstalt ein Grundstück von über 80.000 Quadratmetern an. Baubeginn war im März 1968, am 16. Oktober 1970 wurde die Klinik unter dem Namen „Kurklinik am Hochwald“ eröffnet. 2001 entstand das erste Kind-Mutter-Appartementhaus. 2002 bis 2004 wurde die Klinik generalsaniert und erhielt 2006 den Namen „Edelsteinklinik“. 2015 erfolgte der Spatenstich für ein neues Kind-Mutter-Appartementhaus mit 12 Kind-Mutter-Appartements, das am 2. Juni 2017 eingeweiht wurde. 2022 wurde der neue Modulbau in Betrieb genommen, der je nach Auslastung 36 Einzelzimmer beziehungsweise 18 Familienunterkünfte für begleitete Kinder bietet.
Insgesamt verfügt die Edelsteinklinik über ca. 75 Appartements für begleitete Rehabilitationsmaßnahmen.

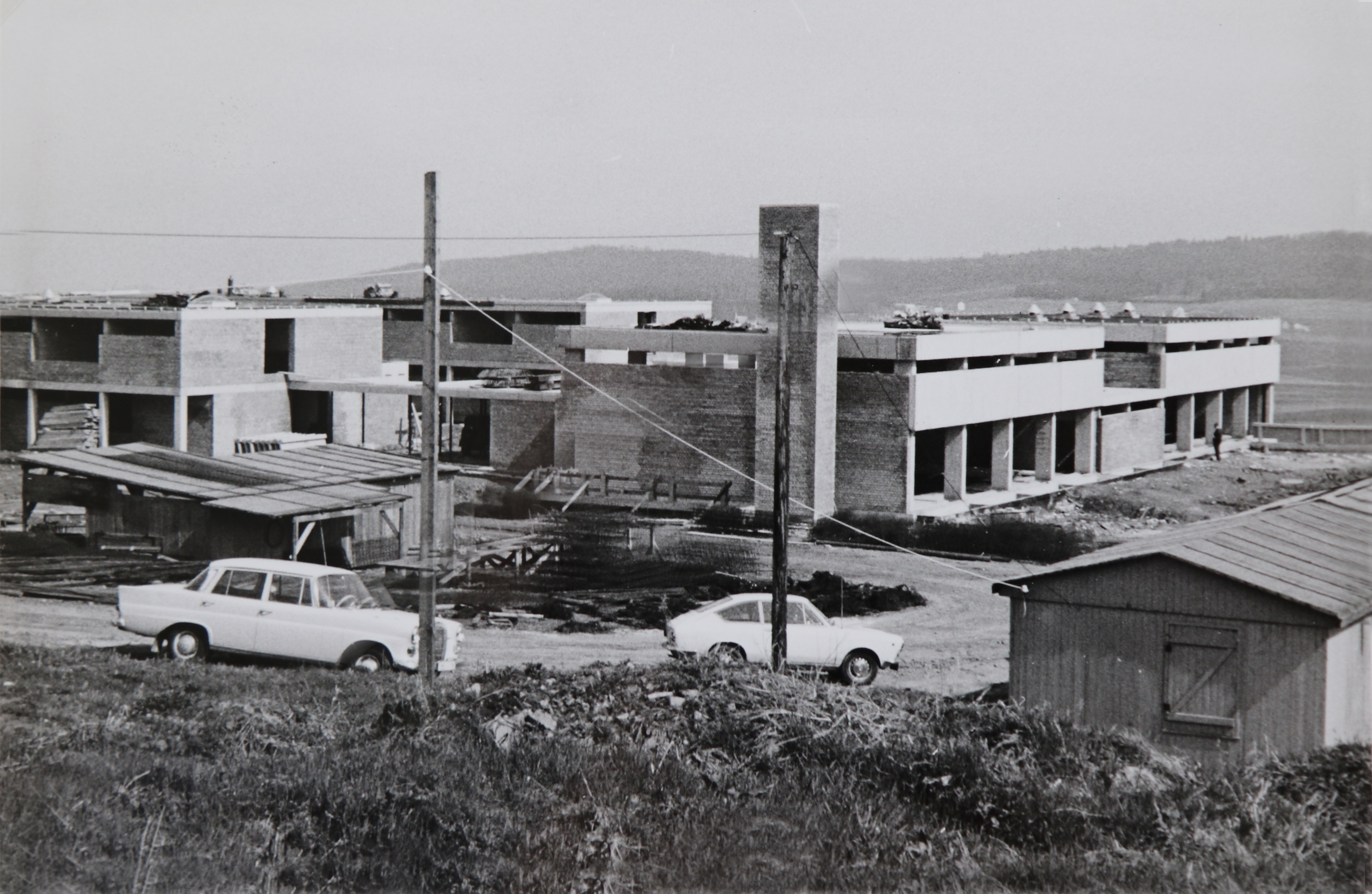
Bauarbeiten um 1970. Foto: Deutsche Rentenversicherung Rheinland-Pfalz

## Behandlungsangebot
Die Edelsteinklinik ist eine von bundesweit vier Rehabilitationskliniken innerhalb der Deutschen Rentenversicherung, die sich auf die Behandlung von chronisch kranken Kindern und Jugendlichen spezialisiert haben. Sie behandelt die häufigsten Krankheiten in der Kinder- und Jugendmedizin, wie Asthma, Stoffwechselkrankheiten, Krankheiten des Bewegungsapparates, der Haut sowie psychosomatische Erkrankungen. Das Altersspektrum reicht vom Kleinkindesalter bis zum jungen Erwachsenenalter. Begleitende Bezugspersonen werden bei der Kind-Mutter/Vater-Rehabilitation in der Klinik untergebracht.